# Голотюк, Карп Петрович
Карп Петрович Голотюк — советский хозяйственный, государственный и политический деятель, Герой Социалистического Труда.

## Биография
Родился в 1901 году в селе Голубече. Член КПСС.
С 1920 года — на хозяйственной, общественной и политической работе. В 1920—1956 гг. — участник установления советской власти в Винницкой области, красноармеец, организатор колхозного движения и сельскохозяйственного производства в Винницкой области Украинской ССР, участник Великой Отечественной войны, командир транспортной роты 931-го стрелкового полка 240-1 стрелковой дивизии 40-й армии, капитан, председатель колхоза «Третий выришальный» Крыжопольского района Винницкой области.
Указом Президиума Верховного Совета СССР от 26 февраля 1958 года присвоено звание Героя Социалистического Труда с вручением ордена Ленина и золотой медали «Серп и Молот».
Умер до 1985 года.